# Jimmy Dijk
Jimmy Pieter Dijk (Oldenzijl, 3 november 1985) is een Nederlands politicus. Sinds 20 april 2023 is hij lid van de Tweede Kamer der Staten-Generaal namens de Socialistische Partij (SP). Op 13 december 2023 volgde hij Lilian Marijnissen op als voorzitter van de SP-fractie in het parlement en politiek leider van zijn partij. Eerder was Dijk van 2010 tot 2023 gemeenteraadslid in de gemeente Groningen.

## Loopbaan

### Jeugd en studie
Dijk groeide op in zijn geboorteplaats Oldenzijl in het noorden van de provincie Groningen en volgde middelbaar onderwijs aan Het Hogeland College in Warffum. Hij is de zoon van een Rotterdamse vader en een Franse moeder. Vanaf zijn achttiende woonde hij in de stad Groningen, waar hij aanvankelijk sociaalpedagogische hulpverlening (SPH) studeerde. Tijdens een stage als jongerenwerker kwam hij in de Groningse wijken actieve SP'ers tegen en rond 2005 sloot hij zich aan bij de SP in Groningen, waar hij onder anderen kennismaakte met Eelco Eikenaar en Sandra Beckerman. In deze zelfde periode ging hij sociologie studeren, waarin hij zijn bachelor behaalde. Tijdens en na zijn studie werkte hij als barman in een eetcafé en jarenlang in een kartonfabriek in Hoogkerk.

### Lokale politiek
In september 2010 werd hij gemeenteraadslid namens de SP in Groningen, als tussentijds opvolger van de teruggetreden oudgediende Peter Verschuren. In januari 2013 volgde Dijk Eelco Eikenaar op als voorzitter van de SP-fractie in de Groningse raad. In Groningen maakte hij zich onder andere sterk voor huurders in slechte woonomstandigheden. Door collega-raadsleden werd hij geroemd om zijn bevlogenheid, kennis van zaken en eerlijkheid. Naast zijn raadswerk was Dijk als scholingsmedewerker en (landelijk) campagneleider in dienst van de SP. Hij is tevens lid van het partijbestuur.

### Landelijke politiek
Bij de Tweede Kamerverkiezingen van 2021 stond hij als tiende geplaatst op de kandidatenlijst. Doordat de partij negen zetels haalde, werd hij niet verkozen. In april 2023 kwam hij alsnog in de Kamer, als opvolger van Maarten Hijink die vanwege privéomstandigheden vertrok uit het parlement. Dijk werd namens zijn fractie woordvoerder op het beleidsterrein zorg. Hij zette zich na zijn aantreden onder andere in voor het openblijven van ziekenhuizen in Zutphen, Heerlen en een aantal andere plaatsen in Nederland. Bij een actie voor het behoud van het ziekenhuis in Zutphen ging hij op locatie in discussie met ziekenhuisbestuurder Pier Eringa.
Bij de Tweede Kamerverkiezingen van 2023 kreeg hij de vierde plek op de kandidatenlijst van de SP, waarmee hij werd herkozen. Na het terugtreden van Lilian Marijnissen in december 2023 volgde Dijk haar op als fractievoorzitter in de Tweede Kamer. Op zijn eerste dag in die rol kreeg hij een meerderheid van de Kamer achter een motie die opriep het eigen risico in de zorg af te schaffen. Op een partijraad op 28 juni 2025 werd hij gekozen als lijsttrekker voor de SP bij de Tweede Kamerverkiezingen van 2025.

## Visie
Meer dan zijn voorgangster Marijnissen legt Dijk in zijn uitingen de nadruk op de werkende klasse, een begrip dat door hem uitgelegd wordt als mensen die voor hun inkomen afhankelijk zijn van loon, uitkering of pensioen/AOW en gesteld wordt tegenover niet-werkende aandeelhouders en investeerders en winstmakende multinationals. Bij zijn benoeming tot lijsttrekker voor de Tweede Kamerverkiezingen 2025 benadrukte hij klassieke SP-thema’s, zoals het investeren in volkshuisvesting en gezondheidszorg, het afschaffen van het eigen risico en het terugdringen van de marktwerking in deze publieke sectoren. Hij sprak zich uit tegen het verhogen van het defensie-budget naar vijf procent van het bruto binnenlands product, omdat dat volgens hem ten koste gaat van maatschappelijke voorzieningen en sociale zekerheid.

## Verkiezingsuitslagen

### Landelijke verkiezingen
| Verkiezingen                  | Plaats Dijk   | Zetels SP | Aantal stemmen |
| ----------------------------- | ------------- | --------- | -------------- |
| Tweede Kamerverkiezingen 2017 | 35 (lijst SP) | 14        | 1.086          |
| Tweede Kamerverkiezingen 2021 | 10 (lijst SP) | 9         | 1.757          |
| Tweede Kamerverkiezingen 2023 | 4 (lijst SP)  | 5         | 2.633          |

### Lokale verkiezingen
| Verkiezingen                                     | Plaats Dijk | Zetels SP | Aantal stemmen |
| ------------------------------------------------ | ----------- | --------- | -------------- |
| Gemeenteraadsverkiezingen 2010 in Groningen      | 9           | 4         | 90             |
| Gemeenteraadsverkiezingen 2014 in Groningen      | 1           | 6         | 5.988          |
| Provinciale Statenverkiezingen 2015 in Groningen | 30          | 8         | 161            |
| Gemeenteraadsverkiezingen 2018 in Groningen      | 1           | 5         | 4.622          |
| Gemeenteraadsverkiezingen 2022 in Groningen      | 1           | 4         | 4.759          |
| Provinciale Statenverkiezingen 2023 in Groningen | 29          | 2         |                |